# 建設情報標準化
建設情報標準化（けんせつじょうほうひょうじゅんか）は日本において建設分野における情報の標準化を目指す活動を指す。

## 概要
建設分野の標準化は、土木学会・日本建築学会・日本建設機械化協会その他で、各分野ごとに行われている。また、情報電子分野の標準化に関しては、経済産業省管轄の電子情報技術産業協会（略称JEITA）や日本情報処理開発協会（JIPDEC）などを通じて行われている。
しかし、「建設」と「情報」が交差した部分においては、国土交通省のCALS/ECの推進を中心とした動きが、大きな柱となっており、(財)日本建設情報総合センター（JACIC）が技術的にサポートしている。その中心に「社会基盤情報標準化委員会」という常設の委員会があり、2000年より活動を行っている。全国の自治体も参考にしている各種「電子納品要領（案）」やCADの交換フォーマットであるSXF仕様などが、建設情報標準の代表的なものであり、これらの標準仕様に関しての策定・改訂作業が常時行われている。また同じJACICの「電子入札コアシステム開発コンソーシアム」事務局は、公共事業の電子入札システムとしては、デファクト・スタンダードになった「電子入札コアシステム」の改良・改訂等の作業を担当している。
他に建設情報標準化を推進する機関としては、Ci-netを擁する「建設産業情報化推進センター」、IFCというデータモデルを推進する「IAI日本」、土木学会情報利用技術委員会などがあり活動を行っている。
【参考文書】
　・財団法人日本建設情報総合センター標準部ホームページ　http://www.jacic.or.jp/hyojun/